# Amur Błagowieszczeńsk
Amur Błagowieszczeńsk (ros. Футбольный клуб «Амур» Благовещенск, Futbolnyj Kłub "Amur" Błagowieszczensk) – rosyjski klub piłkarski z siedzibą w Błagowieszczeńsku, działający w latach 1960–2009.

## Historia
Chronologia nazw:
- 1960—1996: Amur Błagowieszczeńsk (ros. «Амур» Благовещенск)
- 1997—2001: Amur-Eniergija Błagowieszczeńsk (ros. «Амур-Энергия» Благовещенск)
- 2001—2009: Amur Błagowieszczeńsk (ros. «Амур» Благовещенск)

Piłkarska drużyna Amur została założona w 1960 w mieście Błagowieszczeńsk. W tym że roku zespół debiutował w Klasie B, grupie 5 Mistrzostw ZSRR.
Po reformie systemu lig ZSRR w 1963 okazał się w niższej Klasie B, grupie 5, w której występował do 1991, z wyjątkiem 1970, kiedy to zmagał się w niższej lidze.
W Mistrzostwach Rosji startował w Pierwszej Lidze, grupie Wschodniej, w której zajął przedostatnie 15. miejsce i spadł do Drugiej Ligi, grupy Wschodniej.
W 2005 ponownie startował w Pierwszej Dywizji, ale zajął 19. miejsce i spadł do Drugiej Dywizji, grupy Wschodniej. W 2009 roku klub został rozwiązany.

## Sukcesy
- 11. miejsce w Klasie B ZSRR, grupie 6: 1961
- 1/16 finału w Pucharze ZSRR: 1976, 1990
- 15. miejsce w Rosyjskiej Pierwszej Lidze: 1992
- 1/8 finału w Pucharze Rosji: 1996

## Znani piłkarze
- Michaił Biriukow
- Nikołaj Siergijenko